# Vrsi
Vrsi – wieś w Chorwacji, w żupanii zadarskiej, w gminie Vrsi. W 2011 roku liczyła 1627 mieszkańców.